# Don (Nord)
Don – miejscowość i gmina we Francji, w regionie Hauts-de-France, w departamencie Nord.
Według danych na rok 1990 gminę zamieszkiwało 1201 osób, a gęstość zaludnienia wynosiła 518 osób/km² (wśród 1549 gmin regionu Nord-Pas-de-Calais Don plasuje się na 504. miejscu pod względem liczby ludności, natomiast pod względem powierzchni na miejscu 888.).